# 三森健太朗
三森 健太朗（みつもり けんたろう、1997年 - ）は、スウェーデン王立バレエ団に所属する日本人バレエダンサー、モデルである。茨城県水戸市出身。

## 来歴
2001年
- 4歳より茨城県のクラシックバレエ教室「シオンバレエ（Zion Ballet）」に通い始め、大内満起子・大内みどり・大内みつるに師事し、約12年研鑽を積む。

2010年
- 第8回バレエ・コンクール IN 横浜クラシック部門（ジュニア3）において第2位に入賞[1]。プロのバレエダンサーを志す。

2012年
- 第15回NBA全国バレエコンクール中学生男子の部において第3位入賞[2]。

2013年
- 第16回NBA全国バレエコンクールにて審査委員長特別賞、スカラシップ賞を受賞[3]。英国ロイヤルバレエスクールへの短期留学をする。留学から帰国後、全日本バレエ・コンクールで優勝し、NHK会長賞・東京新聞賞・チャコット奨学金を受賞[4]。
- 国際バレエコンクール・ジャパングランプリで第2位入賞[5]、スカラシップ賞を獲得[6]。

2014年
- シュツットガルトのジョン・クランコ・スクールに入学。Taseuz Matcz・Nicola Biasutti・Dimitry Magitovに師事。

2017年
- ジョン・クランコ・スクール卒業。
- スウェーデン王立バレエ団へ入団。

2022年
- 12月、スウェーデン王立バレエ団にて日本人男性初のプリンシパルを務める。

2025年
- 1月、同年9月よりウィーン国立バレエ団に移籍し第1ソリストに就任する予定であることが発表された[7]。

## スウェーデン王立バレエ団
2017年
- 10月1日、「Dansare（コールド）」として入団。2018年から2019年頃には、カメラマンとしても舞台に参加している。使用しているカメラはNikonシリーズ。

2021年
- 12月19日、自身のSNSにて「1:a Solistdansare（ファーストソリスト）」への昇格を発表[8][9]。ルドルフ・ヌレエフ振付の白鳥の湖にてジークフリード王子に抜擢され、終演後ニコラ・ル・リッシュ芸術監督からファーストソリストへの昇格が言い渡された。「2:a Solistdansare（セカンドソリスト）」を飛び越えての昇格であり、自身初めての昇格となる。
- 12月29日、ファーストソリストとして舞台デビュー[10]。

2022年
- 12月19日、プリンシパルに昇格。同バレエ団における日本人男性初のプリンシパルとなった。

## 人物
5人兄弟の4番目。兄弟もまた幼少期よりバレエを習っていた。そのため、三森も自然とバレエに興味を抱き、教室に通い始めたという。バレエ以外にも、小学生時代にはピアノを習っており、本人のSNSに度々演奏の様子が映っている。
10代のうちよりイギリス、ドイツ、スウェーデンの3カ国で生活をしていたこともあり、複数の言語を話すマルチリンガルである。しかし「年々使わない言葉は忘れる」とも話す。
バレエに関しては、ひたすら努力する努力型である。ストイックな性格であり、演技や表現のひとつをとっても自身が納得するまで何度も練習を繰り返すため、誰かが止めない限り練習をしてしまい周囲を心配させる少年時代であった。

## レパートリー
マルシア・ハイデ、ジョージ・バランシン、ウィリアム・フォーサイス、アレクサンダー・エクマン、モーリス・ベジャール、オハッド・ナハリンなど数々の振付家の作品を踊る。
レパートリーには眠れるの森の美女より青い鳥・猫（Marcia Haydée）、白の組曲よりThème Varié（Serge Lifar）、アゴンよりサラバンド（Geroge Balanchine）、春の祭典（Maurice Béjart）、マイナス16（Ohad Naharin）、エスカピスト・カクティ・シフト（Alexander Ekman）などがある。

## モデル活動
KENTARO名義でモデル活動を行っている。モデルを始めた切っ掛けは、2020年年頭より猛威を振るった2019新型コロナウイルスによる影響から多くのバレエ公演が中止となり、時間に余裕が生まれた。その際にカメラマンの友人と撮り合った写真をInstagramに投稿していたところ、その写真を見たモデル事務所からオファーが舞い込んだという。オランダアムステルダムのモデルエージェントThe Fashion Composersに籍を置き、バレエの公演やレッスンの合間を縫ってモデル活動のスケジュールを調整している。NIKE、Marc Jacobs、H&M、Filippa Kなど、アパレル広告モデルとして活躍している。

## 主な出演

### 日本における公演（プリンシパル昇格以降）
- 舞台「First Steps〜芸術への歩み〜」（2023年7月22日、福岡・久留米シティプラザ）[13]
- INFINITY －PREMIUM BALLET GALA 2023－（2023年7月29日：富山・オーバード・ホール、31日：東京・新宿文化センター）[14]
- 第55回水戸市芸術祭 バレエフェスティバル（2024年7月7日、茨城・ACM劇場）[15]
- Bright Step-10th Anniversary「Bright Step 2024」（2024年7月29日・30日、東京・新国立劇場）[16]
- BALLET The New Classic 2024（2024年8月2日・3日、東京・新国立劇場）[17]
- 横浜バレエフェスティバル2024（2024年8月4日、神奈川・神奈川県民ホール）[18][19]

### 海外における公演（プリンシパル昇格以降）
- Internationale Ballett- und Tanzgala 2024 （2024年2月10日・11日、ドイツアウグスブルグ・martini-Park）
- Roberto Bolle and Friends（2024年4月13日・14日、イタリアボローニャ・Teatro EuropAuditorium）
- 白鳥の湖全幕（2024年5月3日・5日・10日・12日、ブラジルゴイアニア・Teatro Escola Basileu França）
- Ibstage Gala（2024年8月31日・9月1日、スペインバルセロナ・Gran Teatre Del Liceu）
- Ibstage Gala（2024年9月6日・7日、アメリカニューヨーク・New York City Center）